# Walter Renner (Politiker, 1946)
Walter Renner (* 16. März 1946 in Bludenz) ist ein ehemaliger österreichischer Politiker (ÖVP) und Jurist. Er war von 1979 bis 1981 Abgeordneter zum Vorarlberger Landtag.

## Ausbildung und Beruf
Nach dem Besuch der Volksschule wechselte Renner 1956 an das Feldkirchener Gymnasium Stella Matutina. Er besuchte in der Folge von 1959 bis 1964 das Bundesgymnasium Bregenz und legte dort 1964 die Matura ab. Danach absolvierte er von 1964 bis 1969 ein Studium der Rechtswissenschaften an der Universität Innsbruck und promovierte 1969 zum Doktor der Rechte (Dr. jur.). Zwischen 1969 und 1971 verbrachte Renner seine Gerichtspraxis in Innsbruck, danach war er von 1971 bis 1972 als Rechtsanwaltsanwärter in Innsbruck beschäftigt. Er wurde 1972 Inhaber und Geschäftsführer der Immobilienfirma „Intermobilia“ und arbeitete ab Juni 1976 als Angestellter in einer Rechtsanwaltskanzlei in Innsbruck.

## Politik und Funktionen
Renner war Parteimitglied der Österreichischen Volkspartei und der Jungen Volkspartei, wobei er von 1976 bis 1980 die Funktion des Landesobmanns der Jungen ÖVP Vorarlbergs innehatte und ab 1973 Ortsobmann der Jungen ÖVP Dornbirn war. Er war innerparteilich zudem von 1976 bis 1980 Mitglied des Landesparteipräsidiums der ÖVP Vorarlberg und von 1976 bis 1981 Mitglied der Landesparteileitung der ÖVP Vorarlberg. Lokalpolitisch wirkte er von 1975 bis 1980 als Mitglied der Stadtvertretung Dornbirn. Als Abgeordneter des Wahlbezirkes Dornbirn vertrat er die ÖVP ab dem 6. November 1979 im Vorarlberger Landtag, wobei er Mitglied im Kontrollausschuss, Mitglied im Landwirtschaftlichen Ausschuss, Mitglied im Sozialpolitischen Ausschuss sowie Obmann des Energiepolitischen Ausschusses war.
Nachdem Renner nach dem Konkurs seiner Immobilienfirma im September 1981 einen Badeunfall am Mittelmeer vorgetäuscht hatte, lebte er unter falschem Namen in Neuseeland. Er wurde am 16. November 1981 aus der ÖVP ausgeschlossen, sein Landtagsmandat wurde ihm am 14. Dezember 1981 aberkannt. Renner musste nach seiner Verhaftung und seiner Verurteilung wegen schweren Betruges und fahrlässiger Krida eine mehrjährige Haftstrafe absitzen.

## Privates
Renner  wurde als Sohn des Mediziners Bruno Renner und dessen Gattin Sieglinde geboren. Er heiratete Christine Schmollgruber und wurde zwischen 1971 und 1976 Vater von vier Kindern.